# Мацковцы
Мацковцы (укр. Мацківці) — село, Лубенская городская община, Лубенский район, Полтавская область, Украина.
Код КОАТУУ — 5322884001. Население по переписи 2001 года составляло 816 человек.

## Географическое положение
Село Мацковцы находится на правом берегу реки Сула, выше по течению на расстоянии в 2 км место впадения реки Слепород, ниже по течению примыкает село Мацкова Лучка. Река в этом месте извилистая, образует лиманы, старицы и заболоченные озёра.

## История
XVII век — дата основания. По мнению П. А. Раппопорта, остатки городища, расположенные на высоком мысу в 3 км севернее села, являются древнерусским городом Снепородом, упомянутым в Списке русских городов дальних и ближних.

Мацковцы, с. Полтавская обл. В 3 км сев. села, на высоком мысу, образованном прав. бер. р. Слипорид и большой балкой, городище. Поселение, яйцевидное (108 х 85 м) в плане, занимает стрелку мыса и обнесено по периметру валом (выс. 3 м). Сохранились следы 3-х въездов. К городищу примыкает неукрепленное селище (площадь около 3 га). Памятник неоднократно обследовался археологами. Оборонительные сооружения изучены П. А. Раппопортом, по мнению которого здесь находился древнерусский Снепород, упомянутый в Списке русских городов конца XIV в. Культ. сл. содержит отложения древнерусского (XI—XIII вв.) времени. Однако укрепления построены не ранее конца XI — начала XII в.
— А.В. Куза. Древнерусские городища X-XIII вв. Свод археологических памятников. Москва, Христианское издательство, 1996.

## Экономика
- «Свитанок», ООО.

## Объекты социальной сферы
- Школа.
- Дом культуры.
- Филиал Лубенской музыкальной школы.

## Известные люди
- Ляшко Иван Иванович (1922—2008) — математик, академик АН УССР.